# Hatschekia pagellibogueravei
Hatschekia pagellibogueravei is een eenoogkreeftjessoort uit de familie van de Hatschekiidae. De wetenschappelijke naam van de soort is voor het eerst geldig gepubliceerd in 1878 door Hesse.